# 斯魯森站
斯魯森站（瑞典語：Slussen）或譯斯盧森站，是瑞典斯德哥尔摩地铁绿线和红线的交汇车站，位于南島上的斯魯森地區。另外薩爾特舍巴登鐵路的終點站也設於此。
斯魯森站最初在1933年作为一个地下电车车站开通。在1950年该车站成为斯德哥尔摩地铁首段终点站。在1957年该车站重建，以使得地铁能够北延伸至乾草市場站。